# Маска Сатаны
«Маска Сатаны» (итал. La maschera del demonio, 1960) — фильм ужасов. Режиссёрский дебют Марио Бава, который до этого доснял несколько фильмов за других режиссёров.
В титрах указано, что фильм снят по рассказу Николая Васильевича Гоголя. Тем не менее, поскольку главные отрицательные персонажи фильма вампиры, очевидно влияние как романа Брэма Стокера, так и классических фильмов, снятых по нему.
По версии канала Bravo в 2004 году фильм был включён в список 100 наиболее страшных фильмов.

## Сюжет
В 1630 году прекрасная ведьма Аза Вайда и её возлюбленный Явуто (Явутич) приговорены к смерти за колдовство братом Азы, местным правителем. Перед сожжением Аза клянется отомстить и проклинает потомков своего брата. Предварительно на лицо Явуто и Азы надевается зловещая металлическая маска с острыми длинными шипами на внутренней части и забивается тяжелой кувалдой в плоть. От этого Аза погибает, однако начавшийся дождь спасает её тело от сожжения. Явуто хоронят в неосвященной земле за оградой кладбища, а Азу в особом гробу со стеклянной крышкой, так чтобы она всегда видела надгробный крест (что должно помешать ей воскреснуть).
Приблизительно двести лет спустя, доктор Томас Круваян и его помощник доктор Андрей Горобец едут через Молдавию в Москву на конгресс. Неожиданно одно из колес их кареты сломалось и требует немедленного ремонта. Пока кучер занимается ремонтом, путешественники заходят в древний склеп неподалёку и обнаруживают могилу Азы. Видя её страшную маску через стеклянное окно, Круваян ломает крышку гроба, чтобы достать любопытное изделие. Труп Азы оказывается частично сохранившимся. Круваян затем подвергается нападению летучей мыши, во время которого он ломает крест и ранит руку о разбитое стекло. Часть его крови капает на мертвое лицо Азы.
Выбравшись наружу, Круваян и Горобец встречают Катю, которая сообщает им, что она живёт неподалёку с её отцом, князем Вайдой и братом Константином в соседнем замке. Горобец немедленно сражен красотой молодой женщиной, однако мужчинам надо продолжать свой путь в Миргород.
Тем временем ведьма Аза возвращена к жизни кровью Круваяна. Она телепатически связывается с Явуто и приказывает ему подняться из могилы. Он так и делает и отправляется к замку князя Вайды. Однако при появлении Явуто, князь хватает распятие и им отгоняет восставшего из мертвых. Однако Вайда столь испуган посещением Явуто, что он становится парализованным. Катя и Константин посылают слугу, чтобы привезти доктора Круваяна, но слугу убивают прежде, чем он может достигнуть гостиницы. Вместо него туда приезжает Явуто, который и везёт Круваяна в замок. Однако он ведёт доктора не к больному, а в склеп Азы, где Круваян наблюдает, как гроб взрывается. Из его развалин поднимается вампир-ведьма и нападает на доктора, в итоге выпивая его кровь. Круваян становится вампиром, подчиняющимся Азе. Как доктор, он приходит к князю Вайде и убивает его.
План Азы состоит в том, чтобы получить всю кровь Кати, полагая, что это действие обеспечит ей бессмертие. Однако маленькая девочка, которая видела, как Явуто встретил Круваяна в гостинице, описывает мертвеца Горобцу. Тот обращается к священнику, который по описанию узнает Явуто. Священник и Горобец идут к могиле Явуто, но находят в ней тело Круваяна. Поняв, что доктор стал вампиром, они немедленно убивают его, вбивая длинный деревянный штырь в левую глазницу Круваяна.
Явуто находит Катю и несёт её к Азе. Аза пытается выпить её кровь, но ведьме мешает крест, надетый на шею княжны. В этот момент в склеп входит Горобец с целью спасения Кати, однако встречает там Азу, которая точь в точь похожа на княжну. Аза выдает себя за Катю и предлагает доктору немедленно убить находящуюся без сознания девушку, которая якобы и является ведьмой. Он соглашается, но в последний момент замечает распятие, которое она носит. Горобец прикладывает крест ко лбу Кати, но не видит никаких изменений. Тогда он поворачивается к Азе и разрывает её одежду, под которой оказывается скелетированная грудная клетка. Аза пытается телепатически соблазнить Горобца, однако тут появляются священник с многочисленными крестьянами, держащими в руках факелы. Они хватают Азу, привязывают к столбу и наконец-то сжигают. После этого Катя пробуждается от оцепенения, её жизнь и красота полностью восстановлены.

## В ролях
- Барбара Стил — Катя Вайда / княжна Аза Вайда
- Джон Ричардсон — доктор Андрей Горобец
- Андреа Кекки — доктор Томас Круваян
- Иво Гаррани — князь Вайда
- Артуро Доминичи — Игорь Явтух
- Энрико Оливьери — князь Константин Вайда
- Антонио Пьерфедеричи — священник
- Тино Бьянки — Иван

## Оценка
Фильм включён Стивеном Кингом в список 100 наиболее значительных картин жанра ужасов с 1950 по 1980-й год.
По меркам 60-х годов фильм был признан слишком жестоким, в результате чего был запрещён в Великобритании вплоть до 1968 года. В США картина подверглась цензурной обработке. Некоторыми критиками фильм «Маска Демона» определялся «извращенно-садистским» и в 2000-х годах.